# Nathalie de Oliveira
Nathalie Teixeira de Oliveira (nascida em 16 de novembro de 1977) é uma política franco-portuguesa.
Foi deputada à Assembleia da República pelo círculo eleitoral da Europa na XV legislatura pelo Partido Socialista entre 2022 a 2024. E exerceu o cargo de vice-presidente da Câmara de Metz, em França, entre 2014 a 2020. Nas eleições legislativas francesas de 2017, ela foi candidata à Assembleia Nacional no 3º círculo eleitoral de Mosela. Foi candidata nas eleições para o Parlamento Europeu de 2019 em França  e nas eleições para o Parlamento Europeu de 2024 em Portugal. Ela nasceu em Metz, filha de pais portugueses que emigraram para a França na década de 1960.